# 로이 에머슨
로이 스탠리 에머슨(Roy Stanley Emerson, 1936년 11월 3일~)은 오스트레일리아의 은퇴한 남자 테니스 선수이다. 그는 오픈 시대 이전에 그랜드 슬램 단식에서 12회, 복식에서 16회 우승했다. 그는 4개 그랜드 슬램 대회의 단·복식에서 모두 우승한 유일한 남자 선수이다. 또한 그랜드 슬램 총 28회 우승은 남자 선수로서 최다 우승 기록이기도 하다. 단, 그의 그랜드 슬램 우승 기록들은 프로 선수의 그랜드 슬램 대회 참가가 허용되었던 오픈 시대 이전에 아마추어 선수 신분으로 이룬 것이라는 점에서 오늘날의 그랜드 슬램 우승과 직접 비교 대상이 되지는 않는다.
에머슨은 1982년 국제 테니스 명예의 전당에 헌액되었다.